# Amito

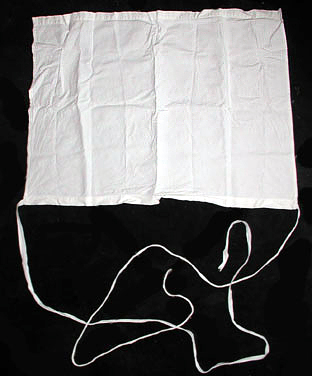
Amito

O amicto ou amito (do latim amictus, anaboladium) é uma das vestes sagradas usadas na liturgia católica e em certos sectores do anglicanismo. 
É um rectângulo de tecido branco, normalmente de linho ou algodão e com uma cruz ao meio, tendo fitas ou cordões em duas das pontas. Serve para colocar à volta do pescoço, atando-se no peito com as fitas. Todos os ministros que vestem alva, podem vestir o amicto. O seu uso é obrigatório sempre que a alva ou túnica não cubra totalmente a roupa que se usa por debaixo na zona do pescoço.
Ao vestir o amicto o ministro diz: "Senhor, colocai sobre a minha cabeça o capacete da salvação, para que possa repelir todos os assaltos diabólicos."